# Eustenancistrocerus sulcithorax
Eustenancistrocerus sulcithorax är en stekelart som beskrevs av Giordani Soika 1970. Eustenancistrocerus sulcithorax ingår i släktet Eustenancistrocerus och familjen Eumenidae. Inga underarter finns listade i Catalogue of Life.